# Харпер, Камерон
Ка́мерон Ха́рпер (англ. Cameron Harper; 19 ноября 2001, Сакраменто, Калифорния, США) — американский футболист, правый защитник клуба «Нью-Йорк Ред Буллз».

## Биография
В сентябре 2018 года Харпер подписал контракт с клубом Шотландского Премьершипа «Селтик», отказавшись от предложения спортивной стипендии от Калифорнийского университета в Лос-Анджелесе. После того как 13 игроков были исключены из состава первой команды «Селтика» из-за протоколов COVID-19, Харпер дебютировал на профессиональном уровне, выйдя в стартовом составе в матче против «Хиберниана» 11 января 2021 года.
5 марта 2021 года Харпер перешёл в клуб MLS «Нью-Йорк Ред Буллз», подписав трёхлетний контракт с опцией продления ещё на один год. За «Ред Буллз» дебютировал 25 апреля в матче против «Лос-Анджелес Гэлакси», выйдя на замену во втором тайме вместо Брайана Уайта. 20 октября в матче «Нью-Йорк Ред Буллз II» в Чемпионшипе ЮСЛ против «Лаудон Юнайтед» забил свой первый гол в профессиональной карьере. 18 мая 2022 года в матче против «Чикаго Файр» впервые вышел в стартовом составе «Ред Буллз» и забил свой первый гол в MLS. В сезоне 2023 Харпер стал основным правым защитником «Ред Буллз». По окончании сезона 2023 «Нью-Йорк Ред Буллз» задействовал опцию продления контракта с Харпером.
Харпер родился и вырос в Калифорнии в семье шотландцев, и имеет право представлять на международном уровне США и Шотландию. В 2019 году он был приглашён в тренировочные лагеря молодёжных сборных обеих стран, но решил представлять Соединённые Штаты.

## Статистика выступлений
| Выступление                       | Выступление            | Выступление      | Лига | Лига | Плей-офф | Плей-офф | Кубок | Кубок | Континент | Континент | Итого | Итого |
| Клуб                              | Лига                   | Сезон            | Игры | Голы | Игры     | Голы     | Игры  | Голы  | Игры      | Голы      | Игры  | Голы  |
| --------------------------------- | ---------------------- | ---------------- | ---- | ---- | -------- | -------- | ----- | ----- | --------- | --------- | ----- | ----- |
| Селтик                            | Шотландский Премьершип | 2020/21          | 1    | 0    | —        | —        | —     | —     | 0         | 0         | 1     | 0     |
| Нью-Йорк Ред Буллз                | MLS                    | 2021             | 7    | 0    | 0        | 0        | —     | —     | —         | —         | 7     | 0     |
| Нью-Йорк Ред Буллз                | MLS                    | 2022             | 17   | 2    | 0        | 0        | 3     | 0     | —         | —         | 20    | 2     |
| Нью-Йорк Ред Буллз                | MLS                    | 2023             | 31   | 2    | 3        | 0        | 2     | 0     | 4         | 0         | 40    | 2     |
| Нью-Йорк Ред Буллз                | Итого                  | Итого            | 55   | 4    | 3        | 0        | 5     | 0     | 4         | 0         | 67    | 4     |
| Нью-Йорк Ред Буллз II (фарм-клуб) | USLC                   | 2021             | 7    | 1    | —        | —        | —     | —     | —         | —         | 7     | 1     |
| Нью-Йорк Ред Буллз II (фарм-клуб) | USLC                   | 2022             | 2    | 0    | —        | —        | —     | —     | —         | —         | 2     | 0     |
| Нью-Йорк Ред Буллз II (фарм-клуб) | Итого                  | Итого            | 9    | 1    | —        | —        | —     | —     | —         | —         | 9     | 1     |
| Всего за карьеру                  | Всего за карьеру       | Всего за карьеру | 65   | 5    | 3        | 0        | 5     | 0     | 4         | 0         | 77    | 5     |

Источники: Transfermarkt, Soccerway, Football Database EU.